# Meliboeus aureolus
Meliboeus aureolus es una especie de escarabajo barrenador metálico del género Meliboeus, familia Buprestidae, orden Coleoptera.

## Distribución
La especie se distribuye por Asia: en Jordania.

## Taxonomía
Fue descrita por Abeille de Perrin en 1893.